# A ty co
A ty co — второй студийный альбом польской рок-группы Elektryczne Gitary, выпущенный в 1993 году звукозаписывающей компанией Zic Zac. К 30 января 1996 года диск стал платиновым в Польше — было продано более 30 000 копий альбома.

## Об альбоме
Альбом A ty co записывался в июле 1993 года в студии Izabelin.
Автор большинства композиций — лидер группы Elektryczne Gitary Якуб Сенкевич, исключение составляет песня «Tatusia», слова и музыку к которой написал клавишник группы Пётр Лоек. Тексты двух песен, к которым Якуб Сенкевич сочинил музыку, написаны Петром Лоеком («O głowach») и Рафалом Воячеком (Rafał Wojaczek) («Chodzę i pytam»). В альбом вошла кавер-версия песни Рэя Дэвиса «Too Much on My Mind» (с альбома 1966 года Face to Face группы The Kinks) — её название в польском варианте — «Za dużo w głowie». Песня «Widmo» была написана в тот период, когда Якуб Сенкевич и Пётр Лоек играли в группе Miasto (в 1987—1989 годах).
В процессе записи альбома в составе группы произошли изменения — в Elektryczne Gitary приняли нового ударника Роберта Врону (Robert Wrona) из группы Immanuel, он заменил Марека Канцлежа (Marek Kanclerz), покинувшего группу при работе над альбомом Wielka radość, кроме того, из группы Elektryczne Gitary ушёл гитарист Рафал Квасьневский.
Одним из хитов альбома A ty co стала песня «Dzieci», не менее популярными в Польше стали песни «Nie pij Piotrek», «Wyszków tonie», «Dylematy» и «Spokój grabarza». На песню «Dylematy» был снят видеоклип.

## Список композиций
| №   | Название           | Автор(ы)                                      | Длительность |
| --- | ------------------ | --------------------------------------------- | ------------ |
| 1.  | «Dzieci»           | Якуб Сенкевич                                 | 2:54         |
| 2.  | «A ty co»          | Якуб Сенкевич                                 | 3:58         |
| 3.  | «Nie pij Piotrek»  | Якуб Сенкевич                                 | 3:01         |
| 4.  | «Widmo»            | Якуб Сенкевич                                 | 2:22         |
| 5.  | «Za dużo w głowie» | Якуб Сенкевич (слова) / Рэй Дэвис (музыка)    | 3:38         |
| 6.  | «Idę do pracy»     | Якуб Сенкевич                                 | 3:07         |
| 7.  | «Czekamy»          | Якуб Сенкевич                                 | 3:13         |
| 8.  | «Dylematy»         | Якуб Сенкевич                                 | 3:43         |
| 9.  | «Wyszków tonie»    | Якуб Сенкевич                                 | 2:48         |
| 10. | «Tatusia»          | Пётр Лоек / Якуб Сенкевич                     | 2:39         |
| 11. | «O głowach»        | Пётр Лоек (слова) / Якуб Сенкевич (музыка)    | 2:07         |
| 12. | «Spokój grabarza»  | Якуб Сенкевич                                 | 3:32         |
| 13. | «Chodzę i pytam»   | Рафал Воячек (слова) / Якуб Сенкевич (музыка) | 3:37         |
| 14. | «Wiem»             | Якуб Сенкевич                                 | 4:29         |
| 15. | «Ikidź metsej»     | Якуб Сенкевич                                 | 1:11         |

## Участники записи
- Якуб Сенкевич — гитара, вокал;
- Томаш Гроховальский — бас-гитара, ударные;
- Роберт Врона (Robert Wrona) — ударные;
- Пётр Лоек — клавишные.
- Elektryczne Gitary — аранжировка записи, продюсирование записи.
- Гжегож Пивковский (Grzegorz Piwkowski) — звукоинженер, продюсирование записи.
- Elektryczne Gitary — концепция дизайна обложки;
- Кшиштоф Шведзик (Krzysztof Szwedzik) — фотографии;
- Ярек Козяра (Jarek Koziara) — автор лого группы.